# 武蔵武芝
武蔵 武芝（むさし の たけしば）は、平安時代中期の豪族。承平天慶の乱の遠因をつくったことで知られる。

## 出自
武蔵氏（姓は直）は出雲氏族に属する天孫系氏族で、武蔵国造家として代々足立郡司を務める一方で、氷川神社を祀っていた。武芝の系統は元々丈部氏（丈部直）を称したが、神護景雲元年（767年）に藤原仲麻呂の乱で功労があった不破麻呂が一族と共に武蔵宿禰に改姓した。

## 略歴
天慶2年（939年）2月、武蔵国へ新たに赴任した武蔵権守・興世王と同介・源経基が、赴任早々に収奪を目的とし足立郡内に進入してきた。そのため、足立郡郡司と武蔵国衙の判官代（在庁官人の職名の一つ）を兼ねていた武芝は「武蔵国では、正官の守の着任前に権官が国内の諸郡に入った前例はない」として、これに反対する。しかし2人の国司は武芝を無礼であるとして、財産を没収する。武芝は一旦山野に逃亡した後、平将門に調停を依頼した。
将門の調停により興世王と武芝は和解したが、和議に応じなかった経基の陣を武芝の兵が取り囲み、経基は京に逃亡、将門謀反と上奏し承平天慶の乱の遠因となった。その後の武芝の消息は不明であるが、『将門記』では氷川神社の祭祀権を失ったとしている。これを国司による処分と見るか、将門に連座して討ち取られたものと見るかについて見解が分かれている。

## 人物
『将門記』では名郡司と評されている。
- 長年公務に精勤し、良い評判があり謗られるようなことはなかった。郡内の統治の名声は武蔵国中に知れ渡り、民衆の家には遍く蓄えがあったという。

## 竹芝伝説
菅原孝標女が武蔵国で聞いたとして『更級日記』に登場する「たけしば」寺の伝説は、地方の小豪族から国造に昇った武蔵不破麻呂から武蔵武芝までの盛衰が一人の人物による伝説化して語られたものとする説がある。

## 系譜
武芝の系譜は不明である。氷川神社に伝わる「西角井系図」には、武芝について 承平8年2月に、興世王・源経基との不和争論のために郡家を退顛し、氷川祭事に預らなくなったと注記されており、氷川祭祀権は、武芝の女が嫁いだ武蔵介・菅原正好の家に引き継がれたと述べている。しかし、同系図の信憑性については問題があり信頼はできないとされる。同系図では、菅原氏の2代・行範、4代・行永について、いずれも「足立郡司」の傍註がつけられており、同系図の記載に従えば、菅原氏が郡司の職を伝領したかのように見える。しかしながら、『尊卑分脈』にも「坂東八箇国国司表」にも武蔵介・菅原正好の名は見えない。